# Torneo de Nottingham 2024
El Rothesay Open Nottingham 2024 fue un torneo profesional de tenis, jugado en canchas de césped al aire libre. Fue la 16.ª edición del evento para las mujeres. Se llevó a cabo en Nottingham (Reino Unido) entre el 10 y el 16 de junio de 2024.

## Cabezas de serie

### Individuales femenino
| Tenista           | Ranking | Preclasificada |
| Ons Jabeur        | 9       | 1              |
| Marta Kostyuk     | 20      | 2              |
| Katie Boulter     | 28      | 3              |
| Clara Burel       | 44      | 4              |
| Magdalena Fręch   | 49      | 5              |
| Karolína Plíšková | 52      | 6              |
| Zhu Lin           | 58      | 7              |
| Caroline Dolehide | 60      | 8              |

- Ranking del 27 de mayo de 2024.[2]

### Dobles femenino
| Tenista                            | Ranking | Preclasificadas |
| Gabriela Dabrowski Erin Routliffe  | 8       | 1               |
| Nicole Melichar Ellen Perez        | 14      | 2               |
| Caroline Dolehide Desirae Krawczyk | 37      | 3               |
| Ena Shibahara Heather Watson       | 71      | 4               |

## Campeonas

### Individual femenino
Katie Boulter venció a  Karolína Plíšková por 4-6, 6-3, 6-2

### Dobles femenino
Gabriela Dabrowski /  Erin Routliffe venmcieron a  Harriet Dart /  Diane Parry por 5-7, 6-3, [11-9]